# Британска империја
Британска империја (енгл. British Empire) била је највеће царство у историји људске цивилизације. Њу су чинили доминиони, колоније, протекторати, и друге зависне територије којима је владало или управљало Уједињено Краљевство.Њено стварање започело је успостављањем енглеских прекоморских поседа и трговачких постаја од краја 16. до почетка 18. века. Године 1922. у Британском царству живело је око 458 милиона становника, што је представљало једну петину светске популације. Заузимала је површину од преко 33.700.000 km², што је скоро четвртина копна на Земљи. Захваљујући својој величини остварило је снажан утицај у политичком, законодавном, лингвистичком и културном погледу на целокупну људску цивилизацију. На врхунцу своје моћи за Британско царство важило је правило да је то „царство у ком сунце никада не залази“, јер је у свако доба дана барем у једном његовом делу сијало сунце.
За време Великих географских открића у 15. и 16. веку, Португалија и Шпанија су предњачиле у истраживању Земље, што им је омогућило да створе велика прекоморска царства. Љубоморни због велике користи коју су ова царства остваривала, Енглеска, Француска, и Холандија су почеле да оснивају колоније и да праве сопствену трговачку мрежу у Америци и Азији. Низ ратова које је у 17. и 18. веку Енглеска водила са Холандијом и Француском омогућио јој је да постане доминантна колонијална сила у Северној Америци и Индији.
Независност коју су Тринаест колонија у Северној Америци стекле 1783. након Америчког рата за независност допринела је да Британија изгуби неке од својих најстаријих и најнасељенијих колонија. Након ових догађаја пажња британских власти усмерила се ка Азији, Африци, и Пацифику. Победа над Наполеоновом Француском 1815. Британији је омогућио да несметано влада широм света наредних сто година. Колоније са претежно белачким становништвом добиле су висок степен аутономије а неке су добиле статус доминиона.
До почетка 20. века Немачко царство и Сједињене Америчке Државе смањиле су преимућство Британије у области привреде. Сукоби немачке и британске буржоазије, који су уследили, били су главни узроци избијања Првог светског рата. Овај сукоб је нанео тежак ударац Британији и у људству као и у привреди. Иако је одмах након завршетка Првог светског рата достигла највећи обим територије, Британија више није била једина индустријска или војна сила. Током Другог светског рата, британске колоније су у југоисточној Азији окупирале Јапанско царство. Упркос победи Британије и њених савезника, британски престиж је окрњен а пад царства је био неминован. Британска Индија, најважнији и најнасељенији британски посед, изборила се за независност у склопу знатно ширег покрета деколонизације када је Британија признала независност већини територија у оквиру царства. Пренос суверенитета над Хонгконгом Кини 1997. године по многима је означио крај Британског царства. Четрнаест прекоморских територија остало је под британским суверенитетом. Након што су стекле независност, многе бивше британске колоније придружиле су се Комонвелту, слободном удружењу независних држава. Шеснаест чланица Комонвелта има за шефа државе енглеског краља Чарлса III.

## Порекло (1497–1583)
Темељи Британског царства су били положени још док су Енглеска и Шкотска биле засебне краљевине. Године 1496. краљ Хенри VII од Енглеске, следећи успехе Шпаније и Португалије у прекоморском истраживању, је дао Џон Каботу да предводи путовање којим би се открио пут до Азије преко Северног Атлантика. Кабот је отпловио 1497, пет година након европског открића Америке, и мада је он успешно допловио до обале Њуфаундленда (грешком верујући, попут Кристифора Колумба, да је досегао Азију), није било покушаја да се формира колонија. Кабот је предводио још једно путовање до Америке наредне године, али се његови бродови нису вратили.
Даљих покушаја да се успоставе Енглеске колоније у Америкама није било до доба владавине Елизабете I, током задњих деценија 16. века. Протестантска реформација је унела раздор између Енглеске и Католичке Шпаније. Године 1562, енглеска круна је санкционисала пирате Џона Хокинса и Франциса Дрејка да отпочну робовско-пљачкашке нападе на Шпанске и Португалске бродове дуж обале Западне Африке с циљем упада у Атлантски трговачки систем. Ти напади су одбијени и касније, са пооштравањем Англо-Шпанских ратова, Елизабета је подржала даље пиратске нападе на шпанске луке у Америкама и на флоте на путу кући преко Атлантика, натоварене благом из Новог света. Истовремено, утицајни писци попут Ричарда Хаклајта и Џона Диа (који је први користио термин „Британско царство”) су почели да лобирају за формирање Енглеског царства. До тог времена, Шпанија је постала доминантна сила у Америкама и истраживала је Пацифик. Португалија је успоставила трговачке поставе и утврђења од обала Африке и Бразила до Кине, и Француска је почела са насељавањем дуж реке Сен Лорен, области која је касније постала позната као Нова Француска.

### Ирске плантаже
Мада је Енглеска каснила за другим европским силама у успостављању прекоморских колонија, она је била ангажована током 16. века у насељавању Ирске протестантима из Енглеске и Шкотске, следећи преседане који датирају још из доба Норманске инвазије Ирске 1169. године. Неколико особа које су помогле у успостављању плантажа у Ирској је такође учествовало у раној колонизацији Северне Америке, а посебно група која је позната као West Country men.

## „Прво“ Британско царство (1583–1783)
Године 1578, Елизабета  је одобрила патент Хамфрију Гилберту за откриће и прекоморску експлорацију. Те године, Гилберт је испловио за Западну Индију са намером да се супротстави пиратима и успостави колонију у Северној Америци, али је експедиција прекинута пре него што је прешао Атлантик. Године 1583. он је покушао по други пут, идући том приликом до острва Њуфаундленд, чију луку је формално прогласио Енглеским власништвом, мада није дошло до насељавања. Гилберт није преживео повратак у Енглеску, и наследио га је његов полубрат, Волтер Роли, коме је Елизабета одобрила његов сопствени патент 1584. године. Касније те године, Роли је формирао колонију Роаноук на обали данашње Северне Каролине, али је недостатак залиха узроковао пропаст колоније.
Године 1603, Џејмс VI, краљ Шкота, узашао на енглеско пријестоље и године 1604. је договорен мир у Лондону, завршавајући непријатељства са Шпанијом. Сад у миру са својим главним ривалом, пажња Енглеске се преусредсредила са запљењивања колонијалних инфраструктура других нација на посао успостављања својих сопствених прекоморских колонија. Британско царство је почело да поприма свој облик током раног 17. века, са енглеским насељавањем Северне Америке и мањих острва у Карибима, и успостављањем деоничарских друштава, подасве Енглеске источноиндијске компаније, да управљају колонијама и прекоморском трговином. Тај период, до губитка Тринаест колонија након Америчког рата за независност при крају 18. века, су поједини историчари субсеквентно називали "Првим Британским царством".

### Америке, Африка и трговина робљем
Кариби су иницијално били енглеске најважније и најуносније колоније, мада тек након неколико неуспешних покушаја колонизације. Један покушај успостављања колоније у Гвајана године 1604. је трајао само две године, и није остварио свој главни циљ налажења наслага злата. Колоније у Светој Луцији (1605) и Гренади (1609) су такође брзо пропале, али су насеобине успешно успостављене у Сент Китсу (1624), Барбадосу (1627) и Невису (1628). Те колоније су ускоро попримиле систем шећерних плантажа које су Португалци успешно користили у Бразилу, који је био зависан од рада робова, и у почетку од холандских бродова, који су продавали робље и куповали шећер. Да би осигурали да ова све профитабилнија трговина остане у енглеским рукама, парламент је прогласио 1651. године да само енглески бродови могу се користе у енглеским колонијама. То је довело до непријатељства са Уједињеним холандским провинцијама и серије Англо-холандских ратова, који су коначно ојачали енглеску позицију у Америкама на уштрб Холанђана. Године 1655, Енглеска је преотела острво Јамајку од Шпаније, и 1666. је успела да колонизује Бахаме.
Енглеска прва стална насеобина у Америкама је формирана 1607. у Џејмстауну, под вођством капетана Џона Смита и покровитељством Вирџинијске компаније. Бермуда су насељена и проглашена енглеским након бродолома из 1609. брода у власништву Вирџинијске компаније, и 1615. године је пренета у власништво новоформиране Компаније Сомерских острва. Повеља Вирџинијске компаније је опозвана 1624. и директну контролу Виргиније је преузела круна, тиме оснивајући колонију Вирџинију. Лондонска и бристолска компанија је формирана 1610. са циљем креирања сталних насеља у Новој земљи, али је била у знатној мери неуспешна. Године 1620, Плимут је установљен као уточиште за пуританске религиозне сепаратисте, који су касније били познати као пилгрими. Бекство од религиозног прогона ће постати мотив многих енглеских колониста до подузму ризик мукотрпног трансатлантског путовања: Мериленд је основана као уточиште за романских католика (1634), Роуд Ајланд (1636) као колонија толерантна за све религије и Конектикат (1639) за конгрегационалисте. Провинција Каролина је формирана 1663. године. Са предајом Новог Амстердама 1664. године, Енглеска је запосела контролу холандске колоније Нова Холандија, и преименовала је у Њујорк. То је формализовано у преговорима након Другог Англо-холандског рата, у замену за Суринам. Године 1681, колонију Пенсилванија је формирао Вилијам Пен. Америчке колоније су биле мање финансијски успешне од оних на Карибима, али су имале велике површине добре пољопривредне земље и привукле су велики број енглеских емиграната којима је више одговарала умерена климу.
Године 1670, Чарлс II је инкорпорирао краљевском прокламацијом Компанију Хадсоновог залива (ХБЦ), дајући јој монопол над трговином крзном у области познатој као Рупертова земља, која ће касније формирати велики део Доминиона Канада. Французи су често нападали утврђења и трговачке насеобине које је Компанија Хадсоновог залива успоставила, јер су они основали своју трговачку колонију у суседној Новој Француској.
Две године касније, инаугурисана је Краљевска афричка компанија, добијајући од краља Чарлса трговински монопол над снабдевањем робљем британских колонија на Карибима. Од почетка, ропство је било база Британског царства на западноиндијским острвима. До аболиције трговине робљем 1807, Британија је била одговорна за транспорт 3,5 милиона афричких робова до Америка, и за трећину свих робова транспортованих преко Атлантика. Да би се омогућила ова трговина, успостављена су утврђења на обали Западне Африке, као што је Џејмсово острво, Акра и Бансово оство. У Британским Карибима, проценат становништва Афричког порекла се попео са 25 процената 1650. до око 80 процената 1780, а у 13 колонија од 10 процената до 40 процената током истог периода (већином у јужним колонијама). За трговце робљем, трговина је била екстремно профитабилна, и постала је главна економска активност за западне Британске градове као што су Бристол и Ливерпул, који су формирали трећи угао троугаоне трговине са Африком и Америкама. За транспортоване, груби и нехигијенски услови на робовским бродовима и лоша исхрана су узроковали просечну стопу морталитета током средишњег прелаза од један у седам.
Године 1695, Шкотски парламент је одобрио повељу Компаније Шкотске, која је успоставила насеље 1698. на Панамском сужењу. Опкољена суседним шпанским колонистима Нове Гранаде, и унесрећена маларијом, колонија је напуштена две године касније. Дариенова шема је била финансијски промашај за Шкотску — четвртина Шкотског капитала је изгубљено у том подухвату — и тиме је стављена тачка на Шкотска надања за успостављање сопственог прекоморског царства. Та епизода је такође имала знатне политичке консеквенце, убеђујући владе Енглеске и Шкотске у вредност уједињавања земаља, а не само круна. До тога је дошло 1707, кад је Уговором уније успостављено Краљевство Велике Британије.

## Британски злочини над домороцима колонија
Енглези су 1553. двама бродовима и једном пинасом (лаким једрењаком с два јарбола) допремили у лондонску луку 400 фунти злата, 36 бачви папра у зрну и отприлике 250 слоновских кљова. Били су увелико изненађени видевши како се за бакарну и месингану посуду може добити злата у вредности 30 тадашњих фунти стерлинга. Џон Хокинс, трговац из Плимута, склопио је 1562. године савез с два краља Сијера Леонеа како би напали суседне земље, а за услуге које су пружили његови војници добио је неколико стотина ратних заробљеника. Одвео их је у Spanish Main (северна обала Јужне Америке између Ориноца и Панаме) и подоста зарадио продавши их у робље. Британски државни повереник за колоније лорд Дартмоут још је 1775. могао у Парламенту рећи да његова влада не може допустити обуставу ни „било какво“ слабљење „трговине која толико користи нацији“.
Само 1825. године грозницама су подлегла 52 мисионара дуж западне обале, али добровољаца никад није узмањкало. Нигерски бискуп Самуел Ајаји Кроутер превео је Библију на јорупски. До 1864. у делти Нигера саграђена је чак 21 постаја британских подузећа, а седам година касније реком је пловило 7 британских пароброда. Један британски функционер 1883. објашњава своме министру: „Протекторати су неугодан терет, но у овом је случају, ако сам у праву, реч о томе хоће ли ови протекторати бити британски, што ће бити неугодно, или француски, што ће бити кобно“.
Прописом Глен Греј Акт 1894, који је можда осмислио представник британских колониста Цецил Родс, предвиђено је да афрички мушкарци у Капској провинцији морају годишње плаћати 10 шилинга „пореза на рад“ не узмогну ли доказати да су три месеца сваке године „служили или били запослени изван граница округа“. Тиме се, укратко, жељело да се натерају Африканци да надниче за Европљане, при чему су се власти побринуле за то да наднице остану пуно мање од оних које би захтевали европски радници. Сељаку је наметнут годишњи порез који је морао плаћати у готовом новцу, а зарадити је могао једино радом за Европљане; када сељак не би могао платити, колонијална полиција би га одвела на „затворски рад“.